# Gentiane de Bulgarie
Gentianella bulgarica
Espèce
Classification phylogénétique
La gentiane de Bulgarie (Gentianella bulgarica) est une espèce de plantes du genre Gentianella et de la famille des Gentianaceae.